# Embalse de Yesa

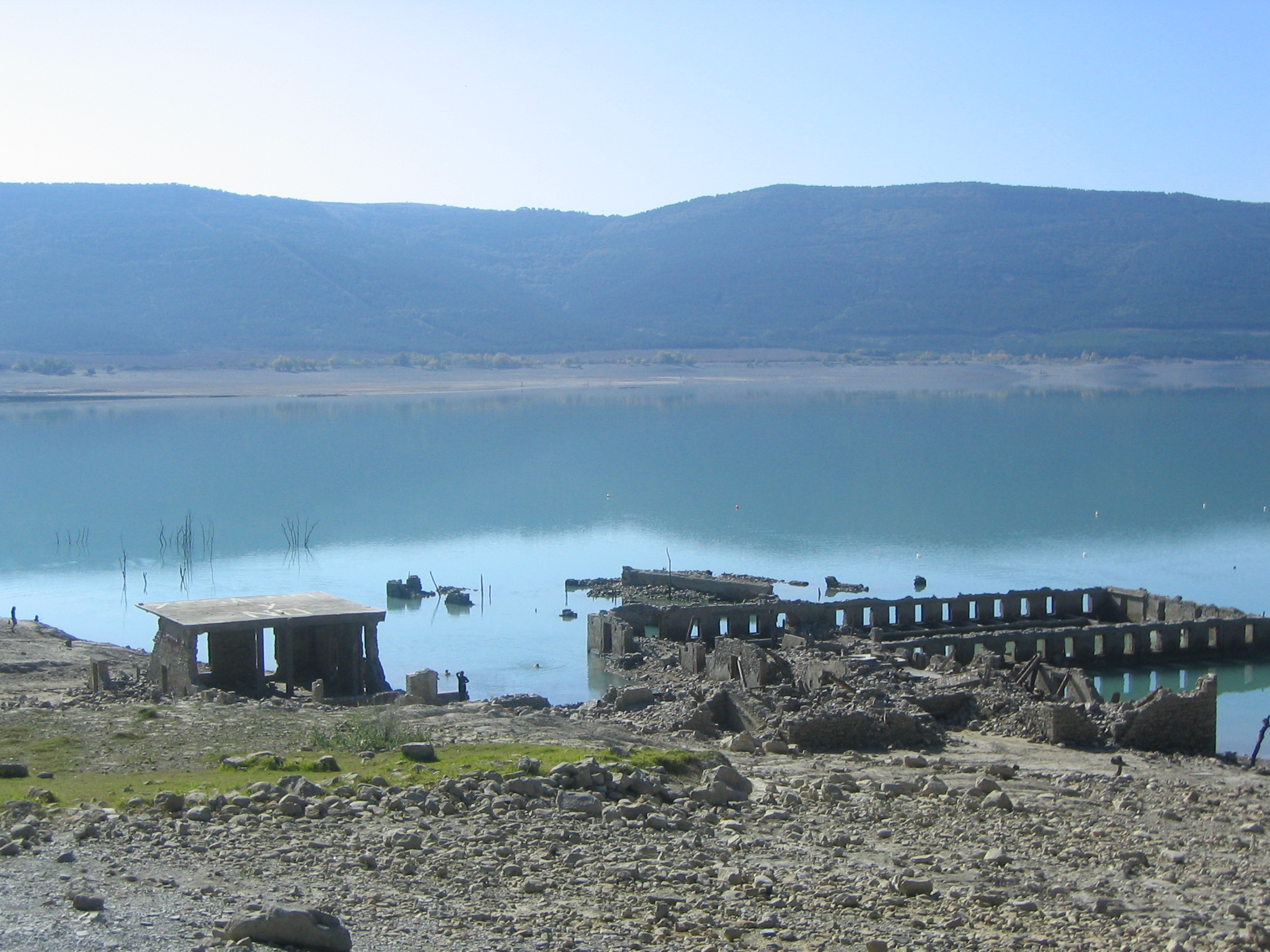
Vista parcial del embalse. En primer plano, la zona del Balneario de aguas termales de Tiermas inundada.

El embalse de Yesa está situado en el Prepirineo, y se forma con el represamiento del río Aragón, en la población Navarra de Yesa (España), aunque la mayor superficie del pantano se sitúa en la provincia de Zaragoza, extendiéndose de este a oeste. Está situado en el noroeste de la provincia aragonesa de Zaragoza y en el este de la Comunidad Foral de Navarra. En su mayor parte inunda tierras de la llamada canal de Berdún, en la comarca aragonesa de la Jacetania desarrollándose en los términos municipales de Sigüés, Ruesta, Escó y Tiermas. Es conocido con el sobrenombre de mar de los Pirineos y se encuentra a la entrada de los mismos. Es la mayor superficie navegable de Aragón y de él nace el canal de Bardenas que trasvasa agua hasta la zona de la Ribera al sur de Navarra y riega las Bardenas Reales y la comarca zaragozana de Cinco Villas. Sus aguas también tienen como finalidad el abastecimiento y la generación eléctrica.
Tiene una capacidad de 446,86 hm³ (también se suele dar la cifra de 488,10 hm³), alcanzando las siguientes cotas: mínima, 435,00 m; coronación, 490,00 m; aliviadero, 482,61 m y cota de máximo embalse normal (N.M.N) de 488,61 m. La longitud de la cola del embalse es de 10 km con anchuras que varían entre 1 y los 2,5 km. Ocupa una superficie de 1900 hectáreas.
Se inauguró en 1960 y provocó el abandono de varios pueblos: Ruesta, Tiermas y Escó con una población afectada de más de 1500 personas. Colateralmente, por la expropiación y plantación de pino para evitar la colmatación del embalse, se vieron afectados aguas arriba los pueblos de Larrosa, Villanovilla, Bescós de Garcipollera, Bergosa, Acín, y Yosa de Garcipollera en el valle de la Garcipollera, perteneciente hoy en día al término municipal de Jaca y Cenarbe en Villanúa. Se inundaron 2408 hectáreas de tierras de cultivo, de las cuales 1000 eran de muy buena calidad agrícola.
Por otro lado, las aguas del Aragón trasvasadas por el canal de Bardenas hasta la comarca de Cinco Villas y las Bardenas Reales han propiciado la creación de 81 107,64 ha de regadío, 18 941,61 ha (23,35 %) en la provincia de Navarra y 62 166,03 ha (76,65 %) en la de Zaragoza, que, junto con el abastecimiento a los 54 777 habitantes que dependen directamente del sistema, demandan un caudal medio anual de 467 hm³ de agua. Esto ha dado lugar a la creación de una quincena de pueblos de colonización que acogen a unas 1267 familias, muchas de las cuales proceden de los pueblos desalojados al inundarse la zona de la canal de Berdún. Tal es el caso de El Bayo, al que tuvieron que emigrar muchas familias de Tiermas.
Bajo las aguas del embalse de Yesa se hallan varios yacimientos arqueológicos, como la necrópolis tumular del siglo V antes de Cristo, puentes,  villas romanas, etc. entre los que se encuentra un tramo de la vía romana que iba desde  Caesaraugusta, actual Zaragoza, a Bearne en Francia, atravesando el puerto de Somport.

## La presa
La presa está situada a 400 m del núcleo urbano de Yesa en dirección norte. Es una presa de gravedad de planta recta construida a base de hormigón (se utilizaron 480 000 m³) con un talud vertical en la parte alta y un escalonado, con escalones de 2 m de altura y 1,60 m de anchura en la parte inferior, lo que genera un talud de 0,78. Está dotada de un aliviadero de superficie situado en la orilla izquierda y formado por cuatro grandes bocas (que llaman la atención por su profundidad al poderse ver desde el borde superior), desagües intermedios y de fondo. Tiene dos tomas para la central hidroeléctrica y otra para el canal de Bardenas.
La longitud en coronación es de 398 m, con una altura sobre cimientos de 76,5 m y sobre el cauce de 62,1 m; la anchura en la coronación es de 7 m, de los cuales 6,5 están dedicados a camino. Consta de una galería perimetral de cinco accesos, de los cuales tres están a pie de presa y los otros dos en la parte superior, que se unen en la cota 460 con una galería horizontal en los estribos, a la cual se puede acceder desde el parámetro de la presa, al lado de la toma para el canal.
Las características de los desagües y aliviaderos son las siguientes:
Aliviadero
La presa está dotada de un sistema de aliviadero compuesto por cuatro pozos con túneles independientes de una longitud media de 600,5 m que acaban en un amortiguador común a todos ellos. Los cuatro vanos están dotados por compuertas de hormigón con un sector flotante de 20 m de luz y 6 de altura. Se sitúan en el lateral izquierdo a un lado de la presa. La cota del labio fijo es de 482,61 m y permiten unos flujos de desagüe de:
- En régimen normal, 2240,00 m³/s (560,00 m³/s cada vano).
- En régimen de avenidas, 3060,00 m³/s (765,00 m³/s cada vano).

Desagües
- Intermedio, se sitúa sobre la toma de la prevista central a pie de presa en la cota 448,40 m. Son dos conductos de 1 m de diámetro. Usa dos válvulas tipo Howell-Bunger de cono fijo. La capacidad de desagüe es de 38,5 m³/s (19,25 m³/s cada uno de ellos).

- De fondo, se sitúan a pie de presa a una cota de 428,0 m en el lado izquierdo, sobre lo que era el antiguo cauce del río Aragón. Son dos tubos de 1,50 x 2,00 m gobernados por válvulas. La capacidad total del desagüe es de 172 m³/s (86,0 m³/s cada uno de ellos).

Tomas
- Toma del canal de Bardenas, a la cota 453,35 m, situada en el lado izquierdo. Está compuesta por tres tubos de 2 m de diámetro gobernados por sendas válvulas de tipo ring-seal y compuertas del tipo Tainter. El caudal total normal es de 90 m³/s (30 m³/s cada uno de ellos).

- Toma para central de pie de presa, se sitúa en la cota de 448,4 m y se trata de dos tubos de 2,5 m de diámetro que están gobernados por compuertas vagón desde la parte superior, en la inferior están cerrados por una brida ciega. Las dimensiones de las compuertas son de 2,5 x 2,5 m.

- Toma para central junto a toma de Bardenas, del mismo tipo que el anterior compuesto por dos tubos de 3 m de diámetro. Las dimensiones de las compuertas son de 3 x 5 m[7]

## El embalse
El embalse ocupa una superficie de 2098 ha del valle del río Aragón, en el canal de Berdún, una longitud de 18 km y un perímetro de costa de 48 km. La superficie de la cuenca hidrográfica que le corresponde es de 2170 km². Tiene una capacidad de 446,90 hm³, de los cuales 411 son útiles y 114,60 de resguardo. La aportación anual media es de 1322 hm³, siendo la mayor avenida registrada de 2625 m³/s, mientras que la prevista es de 2800 m³/s.
La cota de coronación es de 490,9 m, la de aliviadero de 482,61, mientras que la de llenado máximo en situación normal es de 488,61 m y en avenidas de 490,00 m. La cota mínima de utilización es de 453,35 m, mientras que la del cauce queda a 427,90 m con el desagüe de fondo a 428,00 m y las tomas del canal de Bardenas a 453,35 m.
El acceso a la lámina de agua puede hacerse con desde las proximidades de la presa, por la margen izquierda, por una entrada que llega a una playa de piedras por las que se puede llegar hasta el agua sin  dificultades.
En las estribaciones orientales del embalse, en la orilla sur del río Aragón, justo en vía que une Jaca con Lumbier y es la entrada al valle del Roncal, se ubica la el yacimiento del asentamiento romano de  El Forau de la Tuta o Campo de la Virgen

## Historia

### Antecedentes
El aprovechamiento del río Aragón se ha planteado desde la Edad Media: ya en 1498 se propuso al rey de Aragón Fernando el Católico el desvío de aguas de ese río para usarlas como regadío por parte del Concejo de Tauste. En 1622 se proponía construir un canal hasta las Bardenas para regar los terrenos de una abadía que se proyectaba construir allí. En 1702 el ingeniero Josef Estorguia y el brazo de caballeros hijohidalgos lanzaron la propuesta de desviar el río para que corriera por tierras aragonesas, evitando así el pago de aranceles y peajes a los navarros. 54 años después, en 1756, se realizó un proyecto para la construcción de un canal que, naciendo en Tiermas, debía regar la comarca aragonesa de las Cinco Villas. Al poco tiempo se presentó otro proyecto, esta vez del capitán J. A. Monroy, quien propuso un canal (que nacía a una cota similar del actual de Bardenas) que regaría la comarca de Cinco Villas y Bardenas, con un total de 15 228 ha de regadío, así como la construcción de 18 nuevos asentimientos urbanos.

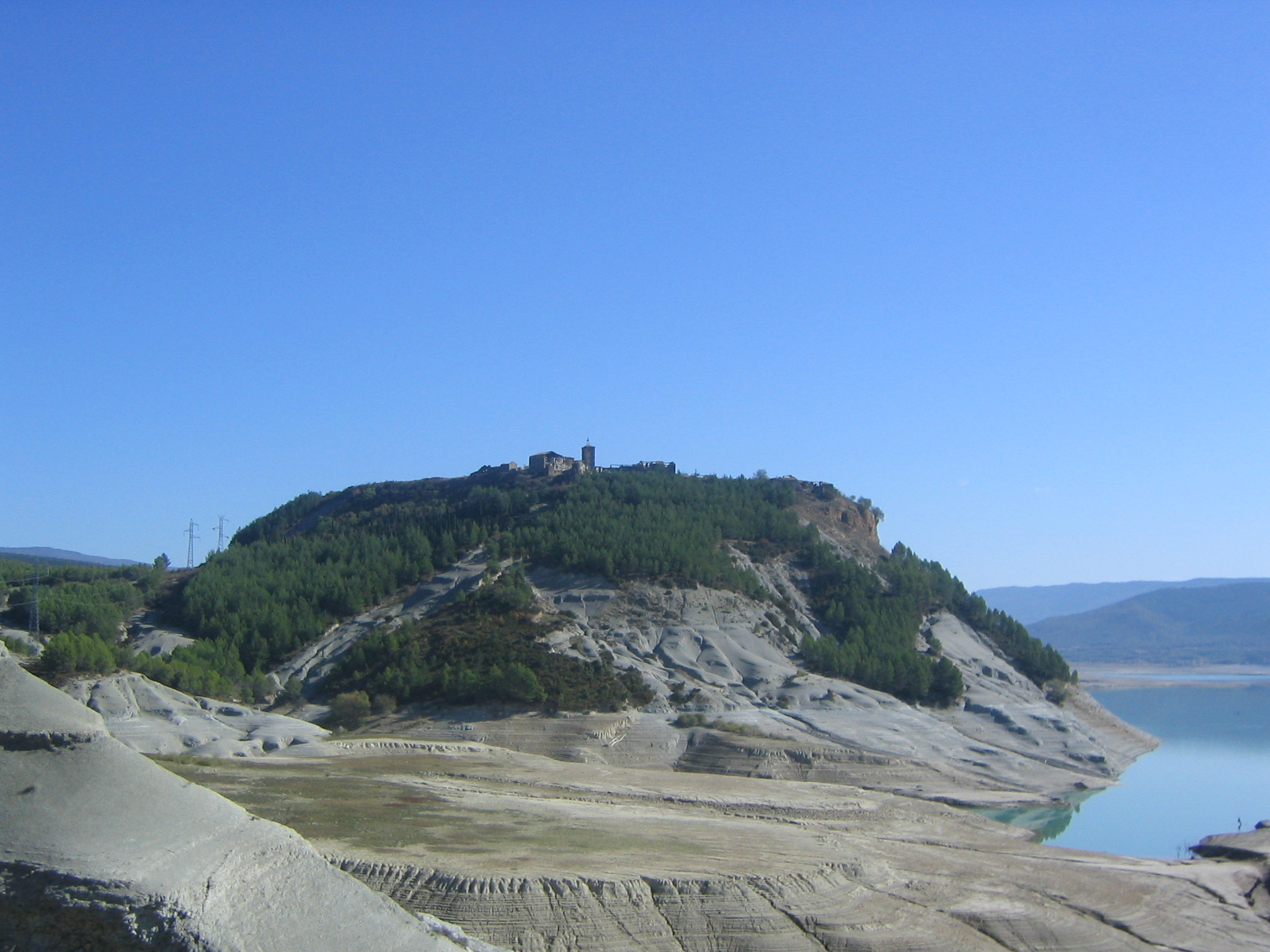
Vista de Tiermas sobre el pantano de Yesa.

En 1865 se creó una sociedad para la construcción de un canal de riego que bajara hasta las Bardenas. El proyecto lo realizó Antonio de Lesarri. La sociedad sería la encargada de la construcción a cambio de que se le cediera el uso de las aguas y que los regantes pagaran las correspondientes alfardas. En 1880 se decretó la nulidad de la concesión, puesto que no habían dado comienzo las obras. 
En 1902 un Real Decreto del 25 de abril propuso un Plan Nacional de Obras Hidráulicas en el que aparecía un complejo hidráulico conformado por los canales de Bardenas de Yesa, de la Foz de Biniés, de Salvatierra y de Usún, cada uno de ellos con un pantano. Este complejo generaría una superficie de regadío de 30 000 ha en varios pueblos de Navarra y Zaragoza. Los embalses se ubicarían de la siguiente forma: el de Yesa, donde está el actual; el de Foz de Biniés en aguas del río Veral; el de Salvatierra, en el río Esca, el de Usún se situaría en el valle de Salazar, a 6 km de Lumbier. Junto a esta propuesta también estaban las del canal Imperial de Aragón y del canal de Lodosa, lo que hacía más evidente la necesidad de represar el Aragón y sus afluentes.
El 2 de marzo de 1909 se encarga el estudio del proyecto de la presa de Yesa a la División Hidráulica del Ebro. Este proyecto lo realizan los ingenieros Cornelio Arellano, primero, y Manuel Abascal después, terminándolo en 1912. El proyecto del canal no fue aprobado hasta 1917. La presa diseñada era una presa de gravedad de 53 metros de altura.

### El proyecto
En 1923 se encarga un nuevo proyecto, redactado por los ingenieros Félix de los Ríos, Mariano Vicente y Antonio Colom, que realizan el estudio partiendo de una superficie regable de 130 000 ha, contribuir a la presa de Ardisa con 400 000 millones de metros cúbicos anuales y abastecer de agua potable a Zaragoza. Esta propuesta se incluía en el enlace de los tres grandes ríos del lado izquierdo del Ebro, el Aragón, el Gállego y el Cinca.
El 7 de mayo de 1926, una Real orden aprueba el proyecto de la presa de Yesa obligando a respetar los usos y aprovechamientos que se dan aguas abajo de la misma. El mismo equipo que concibe la presa planifica también el canal de Bardenas presentando su trabajo el 29 de diciembre de 1924. Este sería aprobado ocho años después, el 30 de junio de 1932, por una Resolución de la Dirección General de Obras Hidráulicas. En 1926 se estima que el embalse de Yesa sólo serviría para el regadío de las Bardenas y de la comarca de Cinco Villas, desestimándose su posible contribución al canal Imperial de Aragón. En el I Plan General de Obras y Trabajos varios de la Confederación Hidrográfica del Ebro, en el año 1926, se plantea la construcción del embalse de Yesa. Este tendría una capacidad de 470 hm³; destinados al canal de Bardenas y al riego de la zona de cultivo de la propia cuenca, unas 15 000 ha, aunque se seguía comentando la posibilidad de contribución al canal Imperial para que éste dejara libres recursos para el de Lodosa. Las previsiones sobre el canal de Bardenas, que partiendo de Yesa debía llegar a Ardisa, eran de una salida de presa de 60 m³/s de los cuales llegarían a Ardisa 39.

### La ejecución
En el II Plan de Obras de la Confederación que vio la luz al año siguiente, se retrasan las obras al estimar que no se habían realizado convenientemente los estudios de régimen, caudal y traza del canal ni de la capacidad del embalse. Ese mismo año el Servicio Agronómico de la Confederación Hidrográfica elabora y publica un estudio en el cual prevé la conversión del regadío en régimen intensivo de 80 000 ha y otras 30 000 en régimen semi intensivo. Para ello estimaba que hacían falta 619 952 hm³/año de agua con incidencia de uso en los meses de verano.
El 13 de noviembre de 1928 comienzan las obras de cimentación de la presa, que habían sido sacadas a concurso en el tercer plan de Obras y Trabajos. Respecto al canal de Bardenas se decide hacer un replanteamiento de la traza.
En 1931 se realiza el proyecto del pantano de Yesa que es un complemento del proyecto de 1924. En él se definen el cuerpo de la presa y todo lo referente a ella, como los desagües y tomas. Para entonces ya se habían solventado los problemas que habían surgido con el asentamiento del estribo derecho y las dudas sobre el aforo de las aportaciones. Este proyecto es aprobado el 30 de junio de 1934. En 1933 se rescindió el contrato a los constructores por diferentes problemas. Para esa fecha ya estaba en construcción el Canal de Bardenas.
Después de la Guerra Civil, en que las obras estuvieron detenidas, se retoman con la construcción de la variante de la carrera en 1940 y la excavación de la ladera derecha. En 1945, de la mano de René Petit, se realizan dos reformas del proyecto, la primera se aprueba por Orden Ministerial el 6 de febrero y la segunda y definitiva, el 15 de septiembre. Definitivamente queda designadas las utilidades que se le van a dar al agua de Yesa que son las mismas que se habían previsto en el proyecto de Félix de los Ríos, pero se rebaja la superficie regable a 110 000 ha. El embalse fue inaugurado en el año 1959 y en 1960 entra en servicio.
El cierre de las compuertas de la presa de Yesa provocó el abandono de varios pueblos, Ruesta, Tiermas y Escó, con una población afectada de más de 1500 personas e inundó el valle dejando bajo las aguas 2400 ha de tierras de labor, de las cuales 1000 eran de excelente calidad. Las 8528 ha que se expropiaron en los ayuntamientos afectados fueron repartidas entre los municipios de Sigüés, con 3752; Urriés, con 1498 ha, Undués de Lerda, con 1754 ha y Los Pintanos, con 1524 ha, estos últimos pertenecientes a la comarca de las Cinco Villas. Un efecto colateral fue la compra por parte del Patrimonio Forestal del Estado del valle de La Garcipollera, que desemboca en Castiello de Jaca, mediante un decreto de repoblación forzosa
 para plantar pino laricio que evitara la erosión y la colmatación del embalse. Ello que provocó el abandono de los pueblos de Larrosa, Villanovilla, Bescós de Garcipollera, Bergosa, Acín de Garcipollera, Cenarbe y Yosa de Garcipollera.

## El recrecimiento de Yesa

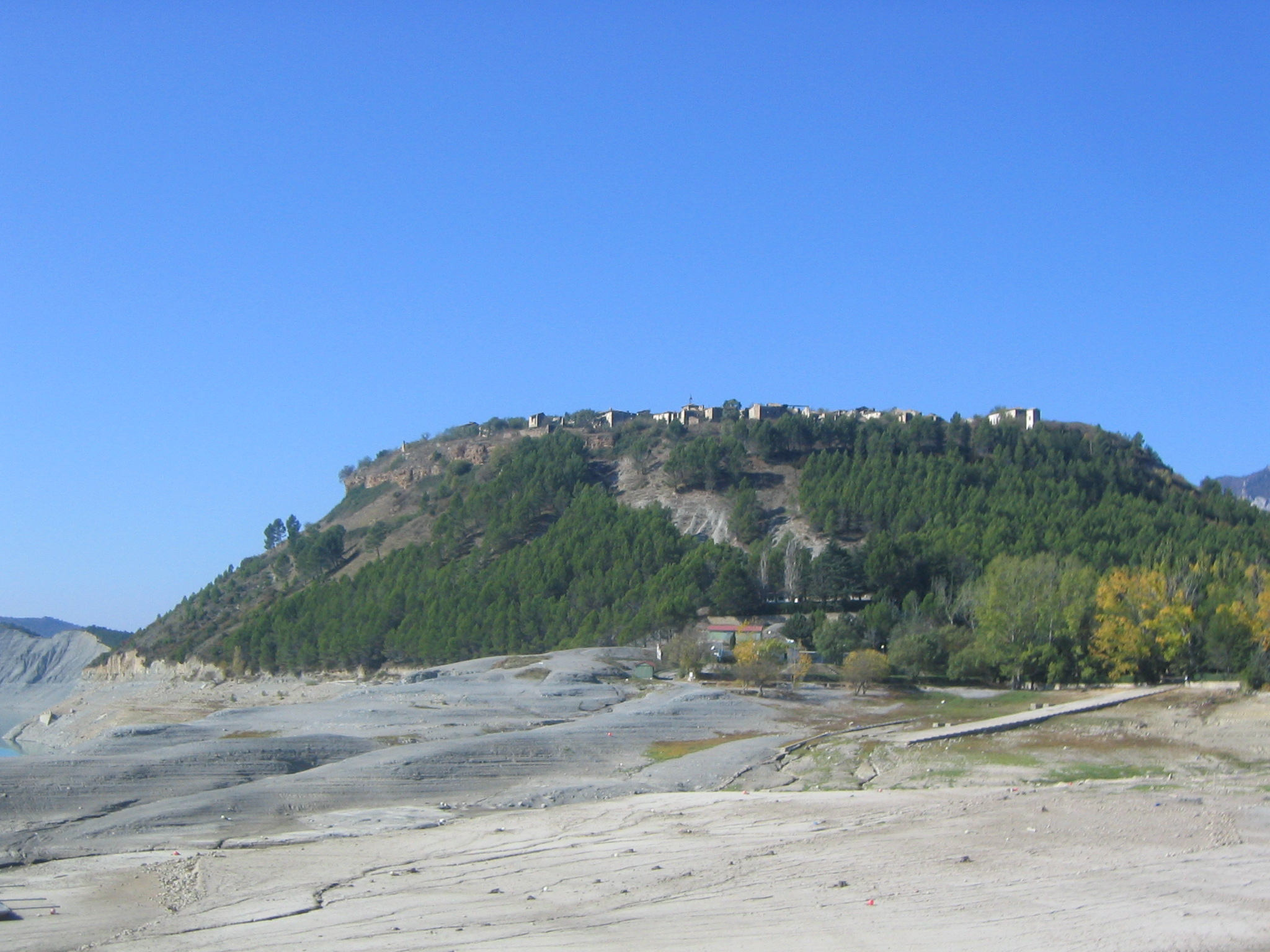
Vista general de Tiermas

En los años 70 del siglo XX surge el planteamiento de una nueva regulación de la cuenca del Aragón y del Irati, después de diversas propuestas se adopta la del recrecimiento de la presa de Yesa. En 1983 se presenta un primer proyecto que pretende lograr un nuevo embalse con una capacidad de 1525 hm³ (el triple que la actual) haciendo del mismo un embalse hiperanual (cuyo ciclo es superior a una campaña). Este proyecto fue desestimado por la Dirección General de Obras Hidráulicas. Diez años después, en 1993, se presenta el Proyecto Modificado 03/1993, que mantiene unas características técnicas similares al anterior con una cota de recrecimiento de 521 m y volumen de agua embalsada de 1525 hm³. 
La finalidad de agua embalsada sería para el mantenimiento de los regadíos actuales y futuros, así como el abastecimiento de agua potable a Zaragoza y su entorno y mantenimiento de concesiones y del caudal ecológico del río Aragón. El recrecimiento conllevaría la desaparición del núcleo urbano de Sigüés y las expropiaciones de importantes superficies de los municipios de Artieda y Mianos.
El recrecimiento encuentra una gran oposición social en los pueblos afectados mientras que en los beneficiados por el incremento de la superficie de regadío es apoyado. Las obras comenzaron en mayo de 2001, aunque se han visto afectadas por problemas en la consolidación de la orilla izquierda, en donde aparecieron en 2004 grietas de gran tamaño y en 2006 se produjo un deslizamiento de tierras de 3,5 millones de metros cúbicos que amenaza con caer al vaso del embalse. En 2007 se reabren grietas y agujeros y la pista que recorre la ladera izquierda se derrumba.
Desde que en 1983 se hiciera público el plan de recrecimiento de la presa de Yesa se han llevado a cabo diferentes acciones de oposición a la obra por parte de varias asociaciones de afectados encabezadas por la Asociación Río Aragón y COAGRET, junto con asociaciones ecologistas como Ecologistas en Acción, Greenpeace, SEO/BirdLife, WWF/Adena, AEMS-Ríos con Vida, Amigos de la Tierra y otras, que conforman la plataforma "Yesa No".
Los sectores que se oponen a estas obras afirman que el triplicar la capacidad de embalsamiento del río Yesa llevaría a graves afecciones sobre el medio natural, inundando el casco urbano de Sigüés y una importante superficie de tierras de labor afectando a zonas protegidas como la Foz de Sigüés. Señalan también que hay graves problemas geológicos, en especial en la ladera izquierda del Aragón que podrían llegar incluso a afectar a la integridad de la nueva presa. El patrimonio histórico artístico de la región se vería afectado ya que las aguas llegarían a inundar parte de Camino de Santiago afectando a diferentes yacimientos romanos y medievales. En defensa de esos criterios se han realizado cinco acciones judiciales, tres contenciosos administrativos, una querella criminal contra tres ex altos cargos del Ministerio de Medio Ambiente y una denuncia por destrucción de Patrimonio Histórico-Artístico en referencia al Camino de Santiago que también ha sido denunciado ante la Unesco. 
Las acciones judiciales tuvieron sentencia entre el año 2006 y 2007 y todas ellas fueron en adversas a los denunciantes, declarando inocentes y absolviendo a los responsables de las obras y dando vía libre al recrecido del pantano mediante la construcción de la nueva presa. La sentencia número 43/2006 relativa al Procedimiento abreviado número 5/2005 falla de la siguiente forma: 

Que debemos absolver y absolvemos a Patricia, Lucio, Gonzalo, Rubén, Darío, y Rafael de los delitos de prevaricación, riesgo catastrófico, negociaciones y actividades prohibidas a los funcionarios, contra el patrimonio histórico y arqueológico, contra los recursos naturales y el medio ambiente y falsedad en documento público, de los que han sido acusados.

 y la resolución del 27 de noviembre de 2007 de la Audiencia Nacional sobre el recurso n.º 121/01 que había interpuesto el Ayuntamiento de Artieda y la Asociación Río Aragón contra las decisiones del Ministerio de Medio Ambiente desestima dicho recurso dando vía libre a la obra. Junto al ministerio eran demandadas las siguientes organizaciones: las Comunidades Generales de Bardenas, Riegos del Alto Aragón y la UTE de empresas constructoras adjudicatarias del concurso de obra. El fallo de la misma dice textualmente; 

DESESTIMAR el recurso Contencioso-Administrativo interpuesto por el ayuntamiento de Artieda de Aragón (Zaragoza) y la Asociación legal contra el recrecimiento del embalse de Yesa "RÍO ARAGÓN" representados por el Procurador D. Isacio Calleja García contra las resoluciones del Ministerio de Medio Ambiente de fechas 12 y 20 de diciembre de 2000; sin imposición de costas.

 En esta sentencia los puntos denunciados son, uno por uno, desestimados. 

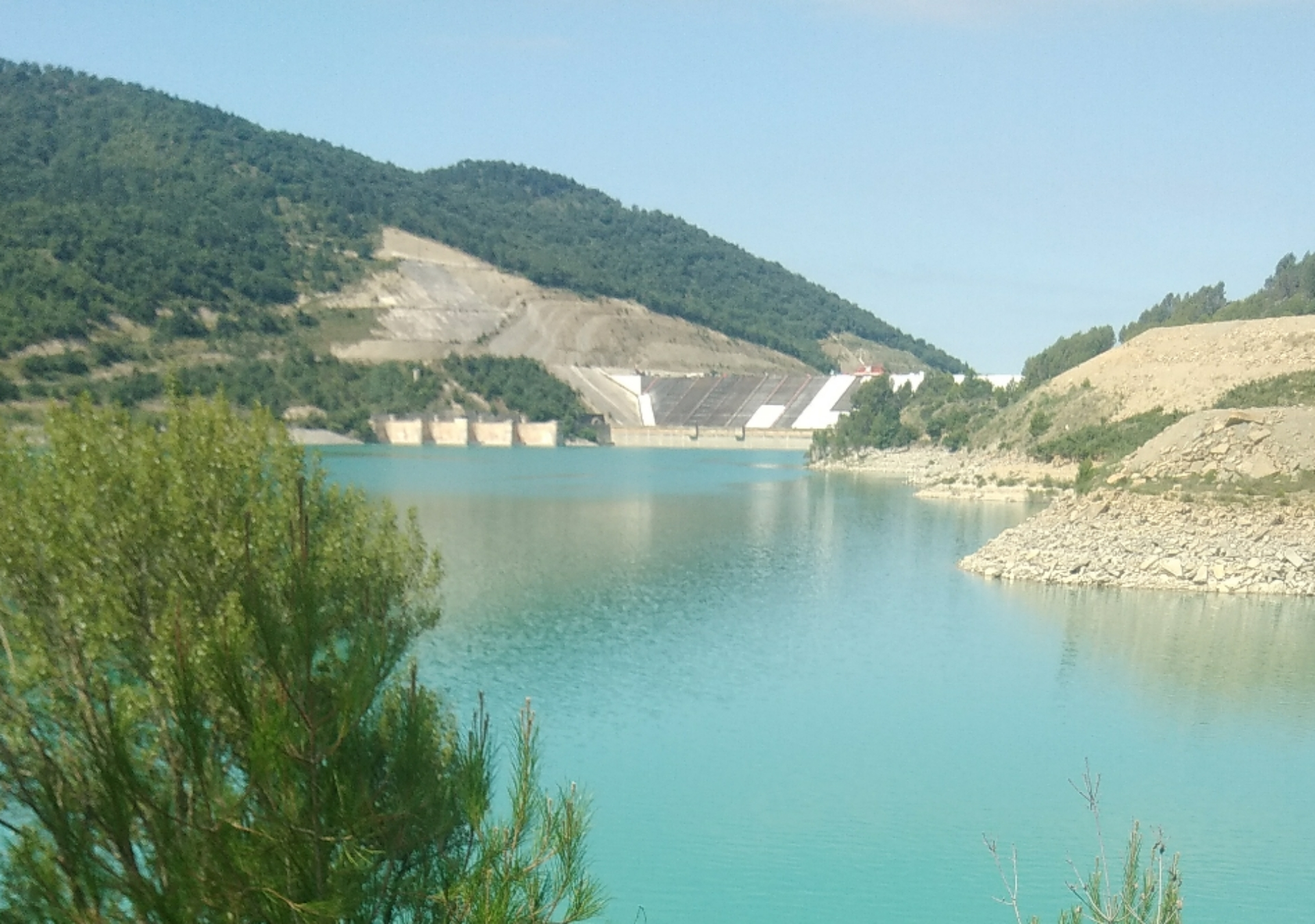
Presa de Yesa en junio de 2021. En primer término aparece la antigua presa y detrás, en plano inclinado, las obras de recrecimiento

Entre la polémica surgieron varias propuestas de alternativa al recrecimiento del pantano. En 2004, la Fundación Nueva Cultura del Agua presenta una alternativa sostenible al recrecimiento de Yesa que ofrece una garantía de suministro aceptable a los requerimientos agrarios de Bardenas, presentes y futuros, más económica, con menor impacto medioambiental y que genera una menor conflictividad social. que estaba basada en la construcción de embalses laterales al sistema de riego de Bardenas.
Otra propuesta fue la de rebaja de cota del recrecimiento limitándolo a una cota entre 510 m y 512 m lo que dejaría la capacidad del embalse en 1100 m³. Esta propuesta se completaría con otras pequeñas actuaciones tendentes a mitigar los daños causados, como la construcción de un muro que rodearía Sigüés.  Se estima, según un estudio de la Universidad de Alcalá de Henares, que con esta capacidad de embalsamiento sería suficiente para satisfacer las demandas y necesidades expuestas.

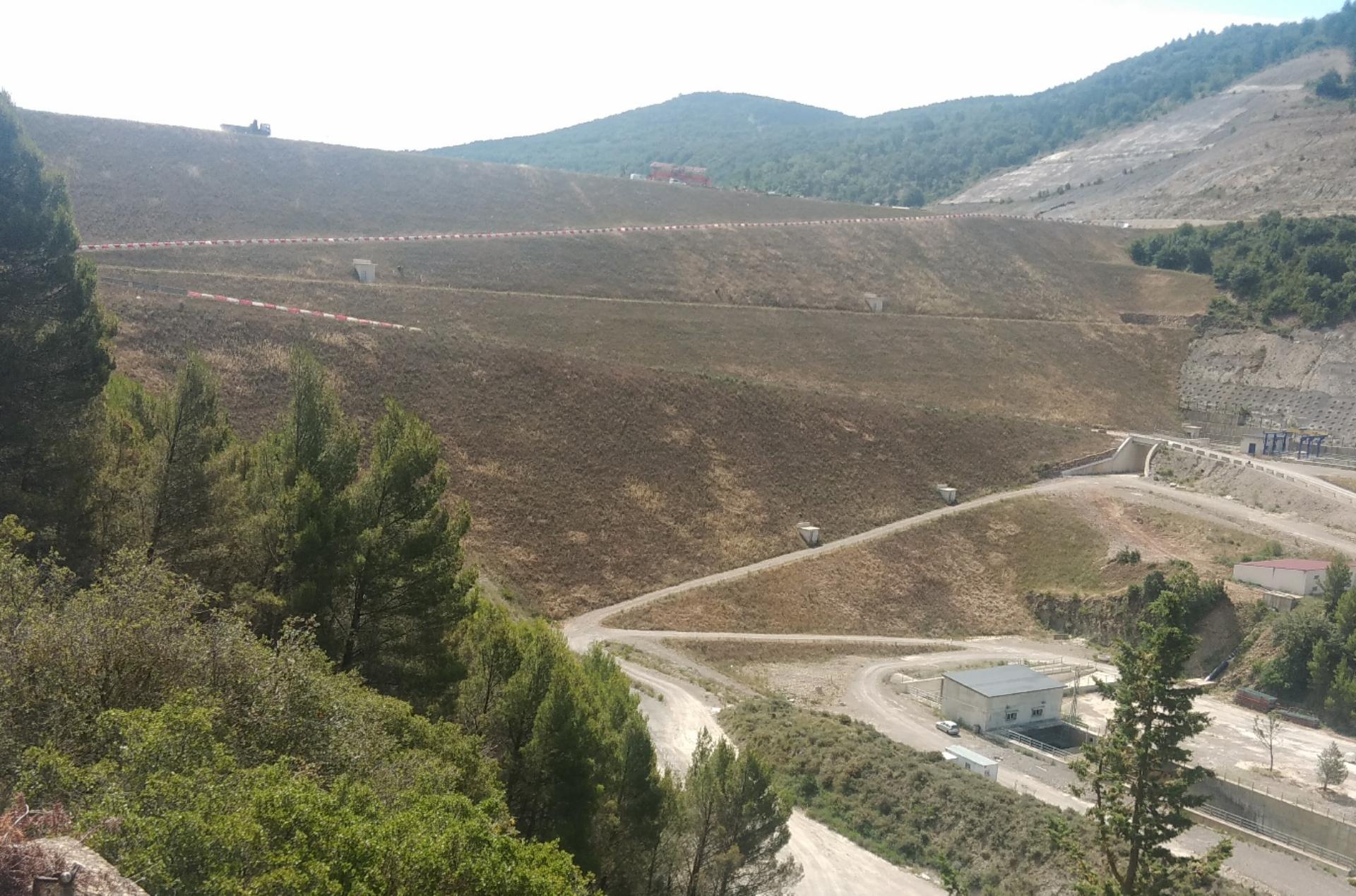
Presa de Yesa en junio de 2021. Parte posterior: el recrecimiento ha ocultado la presa primitiva

El 4 de enero de 2011 se publica en el Boletín Oficial del Estado (BOE) la adjudicación de trabajos auxiliares y no contemplados en el proyecto de recrecimiento por un importe de  24 209 381 euros a la unión temporal de empresas constituida por ACS Proyectos Obras y Construcciones S. A., Ferrovial Agroman S. A. y FCC Construcción. Estos trabajos consisten en, estabilización de la margen derecha de la presa y mejora de la impermeabilización y drenaje del mismo del apoyo del estribo derecho, incrementando de esta forma la seguridad de la zona; acondicionamiento del terreno para el camino de acceso a la coronación por la margen  izquierda; construcción de 1580 metros de construcción auxiliar del canal de Bardenas; reposición de la acometida eléctrica de alimentación al presa y regeneración vegetal mediante el extendido de tierra vegetal y la posterior hidrosiembra.
En 2013 aparecen nuevas grietas en la ladera derecha del pantano, ante este hecho la asociación Río Aragón, opuesta al recrecimiento de la presa, ha señalado que "los geólogos han avisado en reiteradas ocasiones que esos deslizamientos no van a dejar de producir"

## Aprovechamiento

### Deportivo turístico
La climatología de la zona donde se sitúa el embalse es benigna, contando con más días de sol de los que se dan en la cuenca de Pamplona. Hay que destacar el viento del norte (cierzo) que entra en forma racheada desde la sierra llegando a alcanzar fuerza 5 al igual que, el más frecuente, viento sur. Esta característica eólica hace que sea muy propicio para la navegación a vela, en especial con embarcaciones ligeras y windsurf. 

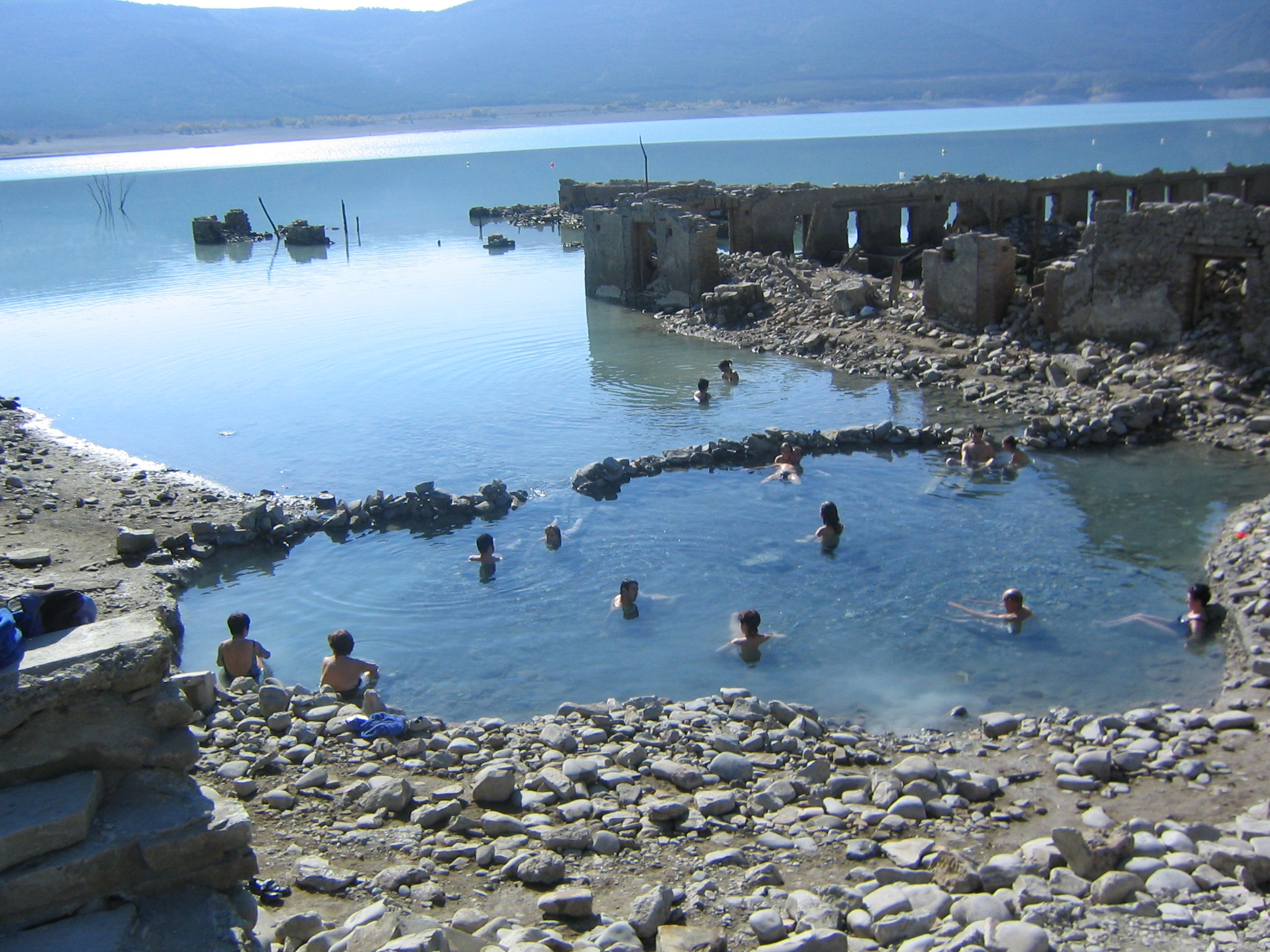
Zona de baños de aguas sulfurosas en el antiguo balneario de Tiermas.

La riqueza piscícola de las aguas del Aragón, en las que abunda la trucha, la carpa y la perca americana hace de las orillas del embalse de un lugar muy visitado por los amantes de la pesca.
La ubicación del embalse, al pie de la sierra de Leyre y el hecho que por su orilla derecha esté bordeado por la carretera N-240 hace que las actividades de senderismo y bicicleta sean muy recomendables. El Camino de Santiago pasa por sus orillas y en sus cercanías hay muchos lugares con edificios relevantes como el monasterio de Leyre o el castillo de Javier o el llamado puente de los Roncaleses de origen romano y reconstruido en el siglo XI.
Algunos de los pueblos que se encuentran a la orilla del Aragón se encuentran abandonados desde que la construcción de la presa y el posterior llenado del embalse anegaran las tierras de cultivo del valle. En Tiermas, entre las ruinas ha surgido una experiencia social alternativa fruto de la inquietud de un grupo de jóvenes. Igual sucede en Ruesta, que ha sido cedido para su explotación al sindicato Confederación General del Trabajo de España.
Antes del llenado del embalse había un famoso balneario que aprovechaba el manantial de aguas sulfurosas que brota allí y que venía siendo utilizado desde tiempos anteriores a la conquista romana. Las aguas brotan a una temperatura de 42 °C. Las instalaciones, cuya cota queda por debajo de la de llenado del embalse, reaparecen en los periodos de tiempo en que el nivel del embalse está bajo. Es mucha la gente que aprovecha esta circunstancia para seguir utilizando estas aguas y el lodo que se forma, que posee propiedades terapéuticas para la piel.

### Agrícola
En la zona del embalse la actividad agrícola sigue siendo uno de los pilares de la economía. 
Las explotaciones son, en general, de monocultivo cerealista (el 90 %) que se complementa con cultivos de leguminosas y de huerta dedicada prácticamente en su totalidad al consumo propio. La Confederación Hidrográfica del Ebro posee cerca del 20 % del terreno cultivable que ha gestionado unilateralmente hasta 1983 que cedió esas tierras a los municipios de Artieda, Mianos y Sigüés por un periodo de diez años.
La ganadería se centra en el sector ovino con un número aproximado de 5000 cabezas repartidas en seis rebaños. El ganado se alimenta en las grandes superficies de matorral y bosque que ocupan casi el 60 % del suelo. Es de destacar que una parte muy elevada de la mano de obra empleada es foránea ya que la población de la zona está altamente envejecida y se ha dado una tasa de gestión muy alta de organismos estatales, la Confederación Hidrográfica del Ebro y el ICONA, que ha inhibido la iniciativa de los pobladores autóctonos.
Una nueva actividad es la derivada de la repoblación forestal, realizada para la protección del terreno de la erosión. En los bosques que se han creado se está dando la explotación de cotos de caza y para recolectar hongos.
En las comarcas de Cinco Villas y de las Bardenas, donde el agua del Aragón llega trasvasada a través del Canal de Bardenas, riega unas 70 000 ha. Esta agricultura de regadío es principalmente de cereal. Actualmente es posible plantar frutales y olivos por un cambio que se produjo en las ordenanzas en el año 2007.

### Industrial
Aunque estaba previsto un uso industrial del embalse de Yesa para producción de energía eléctrica al pie de la presa, la central nunca se ha construido. Sin embargo, en el Canal de Bardenas hay varias minicentrales, gestionadas por la Comunidad de Regantes de Bardenas, que aprovechan las aguas trasvasadas del Aragón para generar electricidad.